# Storsien

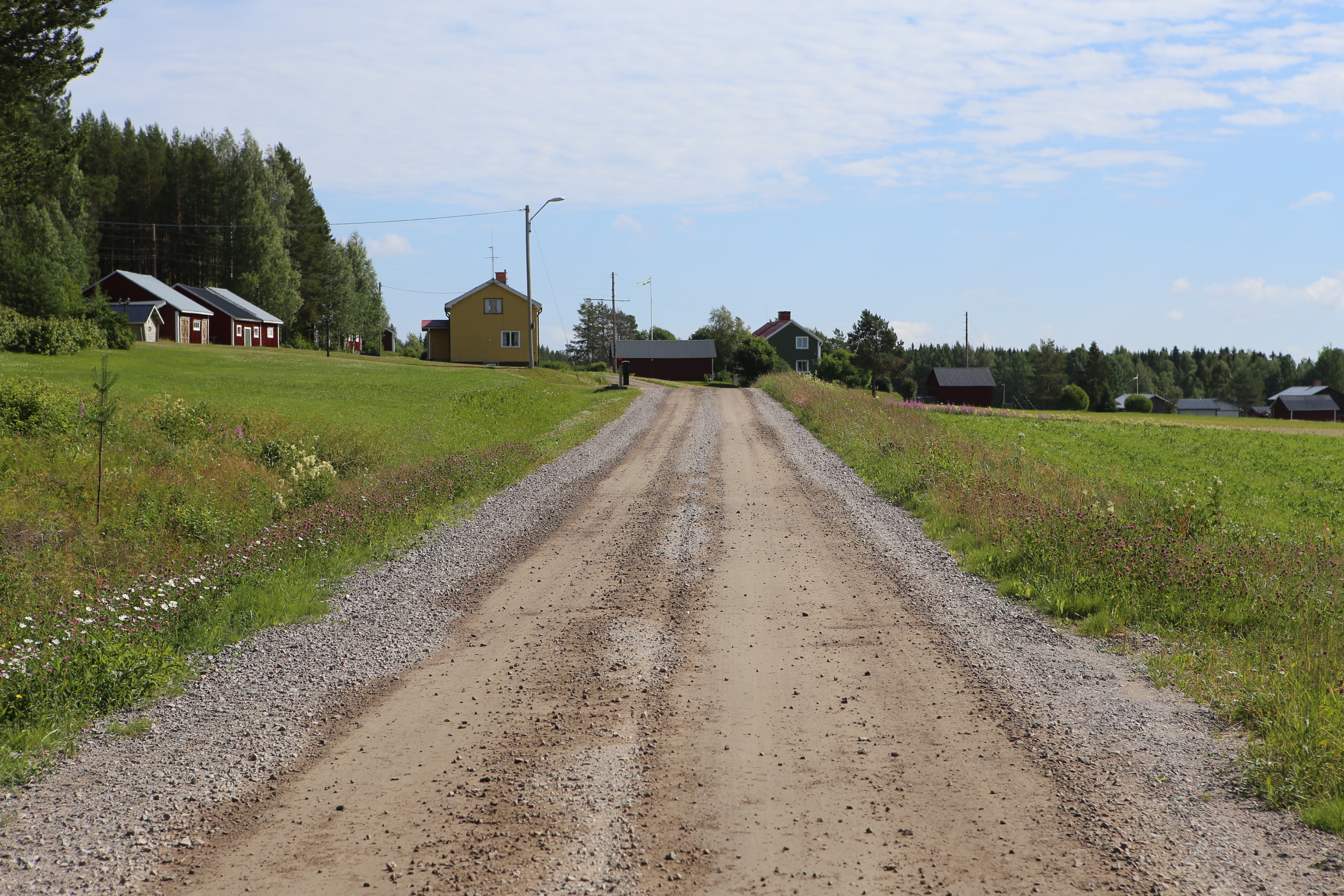
Byn Storsien 2014

Storsien är en mindre ort vid Korpikån i Kalix kommun i Norrbotten, där ett arbetsläger med omkring 300–370 internerade kommunister, syndikalister, pacifister och radikala socialdemokrater fanns vintern 1939–1940. De internerade ansågs utgöra en fara för rikets säkerhet vid ett möjligt krig mot Sovjetunionen.